# Syndactyla guttulata
Syndactyla guttulata là một loài chim trong họ Furnariidae.